# Dirphya schubotzi
Dirphya schubotzi là một loài bọ cánh cứng trong họ Cerambycidae.